# Aeonium spathulatum
Aeonium spathulatum là một loài thực vật có hoa trong họ Crassulaceae. Loài này được (Hornem.) Praeger miêu tả khoa học đầu tiên năm 1929.